# Studenten-Weltspiele 1939/Handball
Bei den Studenten-Weltspielen 1939 in Wien wurde ein Feldhandball-Wettbewerb der Männer ausgetragen.
Der Reichsstudentenführer Gustav Adolf Scheel wohnte der ersten Halbzeit zwischen Italien und Deutschland bei. Giuseppe Bottai, Bildungsminister von Italien, besuchte das Spiel Ungarn gegen Deutschland.

## Tabelle
| Pl. | Land               | Sp. | S | U | N | Tore    | Diff. | Punkte |
| --- | ------------------ | --- | - | - | - | ------- | ----- | ------ |
| 1.  | Deutsches Reich    | 2   | 1 | 1 | 0 | 029:110 | +18   | 3      |
| 2.  | Ungarn             | 2   | 1 | 1 | 0 | 021:90  | +12   | 3      |
| 3.  | Königreich Italien | 2   | 0 | 0 | 2 | 04:340  | −30   | 0      |

## Spiele
| Dienstag, 22. August 1939 17:30 Uhr | Königreich Italien         | 3 : 21   | Deutsches Reich                                                       | Pratersportplatz (WAC), Wien |
| Dienstag, 22. August 1939 17:30 Uhr | Rebasti (2) Berginello (1) | (1 : 21) | Reinhardt (6) Hömke & Kuchenbecker (5) Slonek (3) Bolak & Dressel (1) | Pratersportplatz (WAC), Wien |
| Dienstag, 22. August 1939 17:30 Uhr | [ 1 ] [ 5 ]                |          |                                                                       | Pratersportplatz (WAC), Wien |

| Donnerstag, 24. August 1939 16:00 Uhr | Königreich Italien | 1 : 13 | Ungarn | Pratersportplatz (WAC), Wien |
| Donnerstag, 24. August 1939 16:00 Uhr |                    |        |        | Pratersportplatz (WAC), Wien |
| Donnerstag, 24. August 1939 16:00 Uhr | [ 8 ]              |        |        | Pratersportplatz (WAC), Wien |

| Freitag, 25. August 1939 17:30 Uhr | Ungarn              | 8 : 8 | Deutsches Reich | Praterstadion, Wien Zuschauer: Zahlreiche Schiedsrichter: Hartl |
| Freitag, 25. August 1939 17:30 Uhr | (3 : 4)             |       |                 | Praterstadion, Wien Zuschauer: Zahlreiche Schiedsrichter: Hartl |
| Freitag, 25. August 1939 17:30 Uhr | [ 2 ] [ 11 ] [ 12 ] |       |                 | Praterstadion, Wien Zuschauer: Zahlreiche Schiedsrichter: Hartl |

## Entscheidungsspiel
Da das Spiel Ungarn gegen Deutschland in einem Unentschieden endete, musste ein Entscheidungsspiel gespielt werden.
| Sonntag, 27. August 1939 | Deutsches Reich | 12 : 4  | Ungarn                                                    | Pratersportplatz (WAC), Wien |
| Sonntag, 27. August 1939 | Willi (1:1) Perrey (2:1) Kuchenbecker (3:1) Bolak (4:1) Reinhardt (5:1) Reinhardt (6:1) Hömke (7:1) Bolak (8:1) Gollinger (9:1) Reinhardt (10:1) Reinhardt (11:1) Hömke (12:3) | (8 : 1) | Takacz (0:1) Galgoczy (11:2) Galgoczy (11:3) Dobos (12:4) | Pratersportplatz (WAC), Wien |
| Sonntag, 27. August 1939 | [ 13 ] [ 14 ] |         |                                                           | Pratersportplatz (WAC), Wien |